# Sandra Ortega
María Sandra Ortega Mera, född 19 juli 1968 i A Coruña, är en spansk psykolog och företagare.
Sandra Ortega växte upp i A Coruña som dotter till de bägge grundarna av Inditex, Amancio Ortega och Rosalía Mera. Hon är äldre halvsyster till Marta Ortega. Hon utbildade sig till psykolog på Universidade de Santiago de Compostela.
Hon drev tillsammans med sin mor holdingbolaget Rosp Coruña Participaciones Empresariales, i vilket hon var minoritetsdelägare. Efter moderns död är hon ensamägare till detta företag, som bland annat äger en andel av läkemedelsföretaget Pharma Mar, lyxhotellet Bulgari i Knightsbridge i London, och poster i bland andra företag som utvecklar fingeravtrycksidentifiering av nyfödda barn och tillverkar förnybar energi samt i IT-företag och i hotellkedjan Room Mate Hotels. Hon äger ungefär 5 % av aktiekapitalet i Inditex. 
Sandra Ortega är ordförande i den av Rosalía Mera grundade stiftelsen Fundación Paideia Galiza, som driver social verksamhet, främst utbildning och andra aktiviteter för utvecklingsstörda barn och ungdomar. 
Efter moderns död 2013 blev hon Spaniens förmögnaste kvinna, och den näst förmögnaste spanjoren efter sin far, med en förmögenhet, som 2016 uppskattades till 7,1 miljarder dollar. Sandra Ortega är gift med Pablo Gómez (född 1969) och har tre barn.